# 파이널 파이트 터프
파이널 파이트 터프(Final Fight Tough, 일본어: ファイナルファイト タフ) 또는 파이널 파이트 3(Final Fight 3)는 1995년 슈퍼 패미컴용으로 처음 출시된 캡콤의 횡스크롤 진행형 격투 게임이다. 파이널 파이트 2에 이어 슈퍼 NES용으로 출시된 파이널 파이트의 두 번째 속편이며 전작과 마찬가지로 제작되었다. 이전 아케이드 버전이 출시되지 않은 캡콤의 소비자 부문에서 출시되었다.

## 평가
| 평가                                                             |          |
| ---------------------------------------------------------------- | -------- |
| 평론 점수 평론사 점수 EGM 5.675/10 [ 1 ] 넥스트 제네레이션 [ 2 ] |          |
| 평론 점수                                                        |          |
| 평론사                                                           | 점수     |
| EGM                                                              | 5.675/10 |
| 넥스트 제네레이션                                                | [ 2 ]    |